# Lakatos László (író)
Lakatos László, Kellner (Budapest, 1881. július 17. – Nizza, 1944. február 13.) író, újságíró, műfordító.

## Élete
Budapesten született Kellner Jakab kereskedő és Weisz Regina gyermekeként zsidó családban. Bankhivatalnokból lett újságíró, író. 1903-tól a Pesti Hírlap, a Magyar Nemzet, a Pesti Napló munkatársa, majd a Világ szerkesztője volt. 1910-ben felvették a Petőfi szabadkőműves páholyba. Első színdarabját 1916-ban a Nemzeti Színház mutatta be. Ugyanebben az évben feleségül vette Gelléri Mór és Schőn Regina lányát, Jolánt. Színdarabjai külföldön is sikereket arattak. 1923–24-ben az Unió színházainak dramaturgjaként tevékenykedett. Ezt követően az Est-lapok újságírója, a Magyarország szerkesztője volt. A második világháború kitörése után származása miatt Franciaországba emigrált. Még 1939-ben elhagyta Párizst, és Nizzába költözött, ahol 1944. február 13-án egy légitámadás során szívembólia következtében meghalt.

## Művei

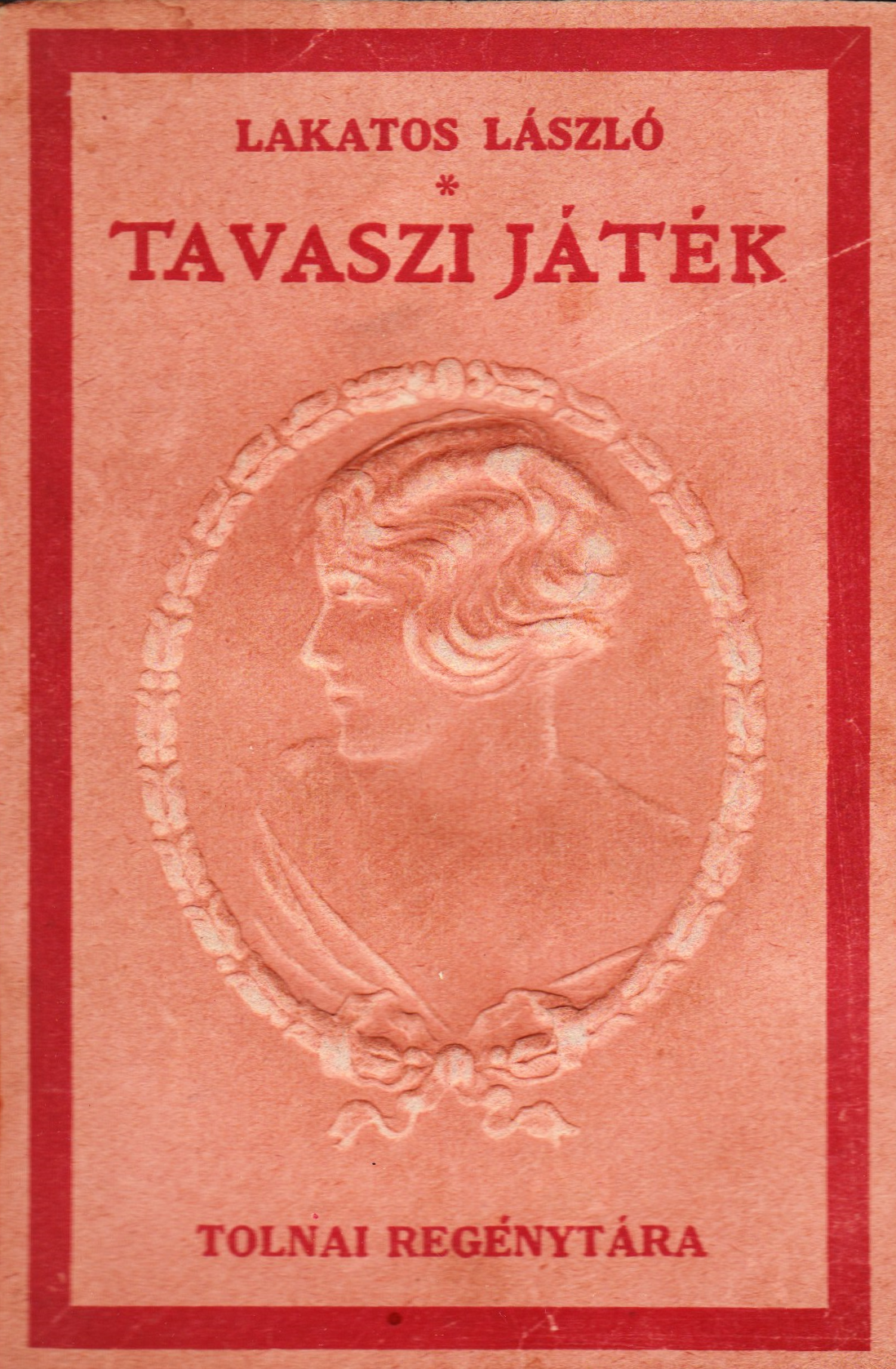

- Panoptikum (karcolatok, Budapest, 1912)
- Mély húron (elbeszélések, Budapest, 1913)
- Egy pesti leány története (regény, 1913)
- A francia menyasszony (elbeszélések, Budapest, 1913)
- Tavaszi játék (regény, Budapest, 1914)
- Egy pesti lány története (regény, Budapest, 1914)
- Konstantinovics Konstantin (történet egy galíciai kisvárosból, Békéscsaba, 1916)
- Az idegen leány (vígjáték, 1916)
- A bécsi táncosnő (színmű, 1916)
- Hamupipőke (regény, 1918)
- Egy válópör története (regény, Budapest, 1918)
- A császár partraszállt (színmű, 1919)
- Férj és feleség (színmű, Budapest, 1919)
- A pók (elbeszélések, 1920)
- A menyasszony (színmű, 1920)
- A fakír (dráma, Budapest, 1921)
- Négy frakk (komédia, Budapest, 1923)
- Nehéz idők (rajzok, karcolatok, jelenetek, 1924)
- Kék Hawai (színmű, 1924)
- A teve (regény, Budapest, 1925)
- Pajtásházasság (színmű, Budapest, 1928)
- Cézár csodálatos élete (regény, 1929)
- Tizennyolcévesek (komédia, 1929)
- Angóra macska. Könyv a nőről (regény, Budapest, 1929)
- Valaminek történni kell (vígjáték, Drégely Gáborral, 1929)
- Lipótváros (színmű, Vígszínház, 1931)
- Magas cé (vígjáték, 1932)
- FIatalember a békében. Írás az emberekről (Budapest, 1933)
- Helyet az ifjúságnak (színmű, Fodor Lászlóval, 1933)
- A gazdag ember (vígjáték, 1935)
- A királyné (színmű, 1935)
- Láz (színmű, Budapest, 1937)
- Ange et Venus (színmű, 1937, bemutatásra halála után került sor)
- Bosszú (kisregény, 1941)

## Műfordításai
- Niccodemi: Tökmag (1923)
- Louis Verneuil: Masa pénzt keres (1925)
- Winsloe: Lányok az intézetben (1935)
- Ferrero: Róma nagysága és hanyatlása (első kötet)